# Челюсти 2
«Челюсти 2» (англ. Jaws 2) — американский фильм ужасов 1978 года, снятый Жанно Шварцом и написанный в соавторстве с Карлом Готлибом. Это продолжение «Челюстей» Стивена Спилберга (1975) и вторая часть франшизы «Челюсти». Рой Шайдер в роли начальника полиции Мартина Броуди, а Лоррейн Гэри и Мюррей Гамильтон повторяют свои роли жены Мартина Эллен Броуди и мэра Ларри Вона. В нём также снимались Джозеф Масколо, Джеффри Крамер, Коллин Уилкокс, Энн Дазенберри, Марк Грюнер, Сьюзен Френч, Барри Коу, Донна Уилкс, Гэри Спрингер и Кит Гордон в своей первой роли в полнометражном кино.
Сюжет касается шефа Броуди, который подозревает, что другая большая белая акула терроризирует вымышленный морской курорт остров Эмити, после серии инцидентов и исчезновений, и его подозрения в конечном итоге подтверждаются.
Как и производство оригинального фильма, производство «Челюстей 2» было проблематичным. Первый режиссёр фильма, Джон Д. Хэнкок, оказался неподходящим для боевика, и его заменил Шварц. Шайдер, который повторил свою роль только для того, чтобы покончить с контрактом с Universal, также был недоволен во время производства и имел несколько горячих перепалок со Шварцем.
«Челюсти 2» на короткое время были самым кассовым продолжением в истории, пока в 1979 году не был выпущен «Рокки 2». Слоган фильма «Как раз тогда, когда вы подумали, что можно безопасно вернуться в воду…» стал одним из самых известных в кино. Фильм получил неоднозначные отзывы, за ним последовал оригинальный сиквел «Челюсти 3» в 1983 году и альтернативный сиквел «Челюсти: Месть» в 1987 году.

## Сюжет
В то время как на острове Эмити открывается новый отель, большая белая акула длиной 25 футов (7,5 м) убивает двух аквалангистов, фотографирующих обломки катера «Орка» (судно из оригинального фильма), прежде чем отправиться в воды Эмити. Их камера, которая делала снимки во время нападения, была обнаружена на следующий день. Затем акула убивает женщину-воднолыжницу. Водитель лодки пытается защитить себя, используя бензобак и ракетницу, но лодка взрывается, убивая его и сильно обжигая правую часть морды акулы.
На берегу найдена туша косатки. Начальник полиции Мартин Броуди считает, что виновата акула. Броуди объясняет свои опасения мэру Ларри Вону, который выражает сомнения в том, что в городе есть ещё одна проблема с акулами. Затем Броуди находит плавающие обломки разрушенного катера и обгоревшие останки водителя лодки. Броуди зовёт на помощь Мэтта Хупера, но тот находится в Антарктиде в исследовательской экспедиции. Броуди запрещает своему 17-летнему сыну Майку кататься на лодке, опасаясь за свою безопасность, и вместо этого даёт ему работу на пляже в знак общественной работы.
На следующий день Броуди наблюдает за пляжем со смотровой вышки и вызывает панику, приняв косяк луфаря за акулу и выстрелив в неё. Однако его опасения подтверждаются, когда обрабатываются фотографии с камеры дайвера, и на одной из них запечатлена акула крупным планом. Когда он представляет его городскому совету Эмити, они отказываются верить, что это акула, и голосуют за снятие Броуди с поста начальника полиции.
На следующее утро Майк не подчиняется приказу отца и отправляется в плавание со своими друзьями, взяв с собой своего 10-летнего младшего брата Шона. Мардж, ещё один подросток, берёт с собой Шона, и они отправляются на шести разных лодках, минуя группу дайверов во главе с инструктором Томом Эндрюсом. Через несколько мгновений после погружения Эндрюс встречает акулу. В панике он бросается на поверхность, вызывая эмболию. Вскоре после этого акула попадает в лодку подростковой пары Эдди Маршан и Тины Уилкокс, которые отошли от остальных. Эдди падает в воду и погибает.
Броуди и его жена Эллен становятся свидетелями эвакуации Тома машиной скорой помощи и слышат, что другие дайверы подозревают, что его что-то напугало. Депутат Джефф Хендрикс, который заменил Броуди, говорит им, что Майк отправился в плавание со своими друзьями, поэтому Броуди и Эллен захватили полицейский катер с помощью упрямого Хендрикса, чтобы спасти их. Они натыкаются на лодку Тины и находят её прячущейся на носу; она подтверждает присутствие акулы. Броуди окликает проходящую лодку, чтобы доставить Хендрикса, Эллен и Тину на берег, где раскрывается правда, пока он отправляется на поиски детей.
Тем временем акула нападает на группу, ударяя одну из их лодок, в результате чего большинство из них переворачивается или врезается друг в друга. Майк теряет сознание и падает в воду. Единственная пара, чья лодка все ещё находится в мореходном состоянии, забирает Майка и оставляет остальных, чтобы доставить его на берег и получить помощь; Шон и остальные остаются дрейфовать среди обломков запутанных лодок. Вертолёт морской пехоты береговой охраны, с которым связался Броуди, прибывает, чтобы отбуксировать их на берег, но акула вцепляется в понтоны вертолёта, переворачивает его и топит пилота. Акула сбивает Шона в воду и съедает Мардж, когда она спасает его.
Броуди находит Майка, который сообщает ему о ситуации, прежде чем Броуди отправляет его в безопасное место. Броуди находит остальных на Кейбл-Джанкшн, небольшом острове, на котором находится электрическая релейная станция, которая снабжает энергией Эмити. Аплодисменты и прыжки, которые приветствуют его, привлекают акулу, которая снова атакует, в результате чего Броуди останавливает полицейский катер. Он пытается втянуть их лебёдкой, но вместо этого цепляется за подводный силовой кабель. Акула врезается в обломки лодки, отправляя большинство подростков в воду, и они плывут к краю кабельной развязки; Джеки Питерс, любовный интерес Майка, и Шон остаются на лодках. Используя надувной плот, Броуди ударяет веслом по силовому кабелю, чтобы заманить акулу к себе. Акула кусает кабель и получает удар током. Броуди забирает Шона и Джеки, и они присоединяются к остальным на Кабельном перекрестке в ожидании спасения.

## В ролях
| Актёр            | Роль                |
| ---------------- | ------------------- |
| Рой Шайдер       | шериф Мартин Броуди |
| Лоррейн Гэри     | Элен Броуди         |
| Мюррей Гамильтон | Лэрри Воун          |
| Джозеф Масколо   | Лен Петерсон        |
| Джеффри Крамер   | Джефф Хендрикс      |
| Энн Дьюсенберри  | Тина Уилкокс        |
| Марк Грюнер      | Майкл Броуди        |
| Коллин Уилкокс   | доктор Лорин Элкинс |
| Барри Коу        | Эндрю               |

## Отзывы
На протяжении многих лет фильм получал неоднозначные отзывы, хотя многие считают его лучшим из трех сиквелов «Челюстей». На сайте Rotten Tomatoes у фильма 61 % положительных рецензий на основе 33 рецензий со средней оценкой 5,40 из 10. На Metacritic — 51 балл из 100 на основе 12 рецензий.
| Оценки критиков       | Оценки критиков                                                          |
| Источник              | Оценка                                                                   |
| --------------------- | ------------------------------------------------------------------------ |
| AllMusic              | 4 из 5 звёзд · 4 из 5 звёзд · 4 из 5 звёзд · 4 из 5 звёзд · 4 из 5 звёзд |
| Filmtracks            | 4 из 5 звёзд · 4 из 5 звёзд · 4 из 5 звёзд · 4 из 5 звёзд · 4 из 5 звёзд |
| Music from the Movies | [ 10 ]                                                                   |

Слоган фильма «Только тогда, когда вы подумали, что можно безопасно вернуться в воду…», стал одним из самых известных в истории кино. Эндрю Дж. Куэну, разработавшему трейлер к первому фильму, приписывают создание этой фразы. Это было пародировано в многочисленных фильмах, в частности, в слогане художественного фильма 1996 года по телесериалу «Флиппер»: «Этим летом наконец-то безопасно вернуться в воду».